# Achtermannshöhe

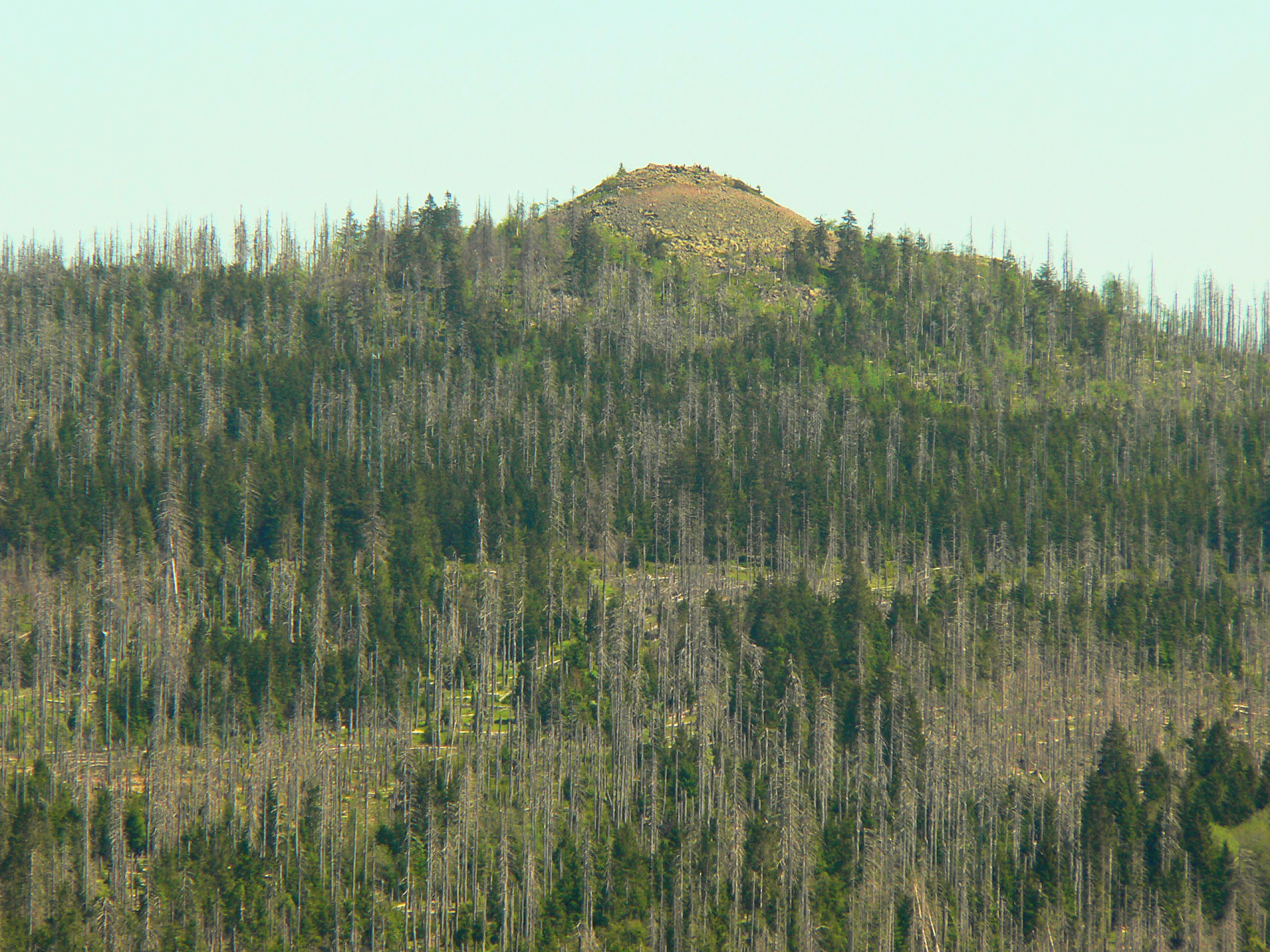
Blick auf die Kuppe der Achtermannshöhe

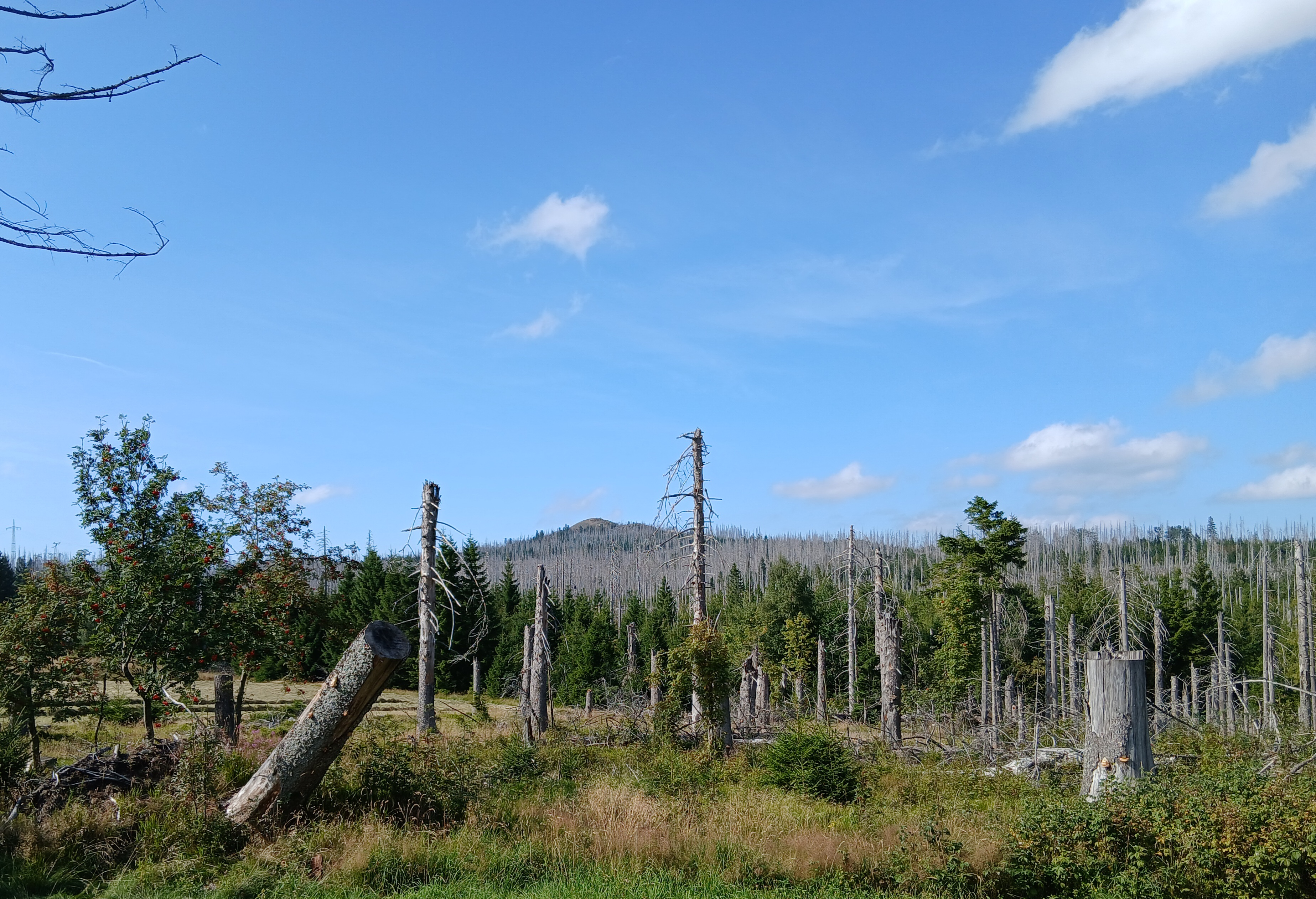
Blick auf den Achtermann von Königskrug aus

Die Achtermannshöhe (auch Achtermann, im 13. Jahrhundert Uchteneshoge oder Uchtenhoch genannt) im Nationalpark Harz ist mit etwa 925 m ü. NHN (nach einer älteren Quelle 924,7 m ü. NN) der dritthöchste Berg Niedersachsens. Sie liegt nahe Königskrug und gehört zum gemeindefreien Gebiet Harz des Landkreises Goslar.

## Geographische Lage
Die Achtermannshöhe liegt zwischen der Harz-Heide-Straße (B 4) und der etwa 1,7 km nordöstlich verlaufenden Grenze von Niedersachsen zu Sachsen-Anhalt, die der ehemaligen innerdeutschen Grenze entspricht. Sie erhebt sich knapp 5 km nordnordwestlich von Braunlage, mit dem Ortsteil Königskrug südlich des Bergs, und etwa 6,5 km (je Luftlinie) nordnordöstlich von Sankt Andreasberg, mit dem Ortsteil Oderbrück nordnordwestlich des Bergs.
Nördlich der Achtermannshöhe liegt der Odersprung als Quelle der Oder, die durch den westlich des Bergs gelegenen Oderteich fließt, und östlich entspringt mit der Kleinen Bode der rechte Quellbach der Warmen Bode.

## Geologie
Der Sockel der Achtermannshöhe besteht aus dem Granit des Brockens, der in einem weiten Areal zwischen dem Wurmberg und den Ortschaften Torfhaus und Elend aufgeschlossen ist. Ihre felsige, baumlose Kuppe besteht aus Hornfels, einem kontaktmetamorphen Gestein. Dieser Fels hat eine Mächtigkeit von etwa 10 m und entstand aus Grauwacke durch die Aufheizung bei der Intrusion des Granitmagmas.

## Wandern und Aussichtsmöglichkeit
Die Achtermannshöhe ist – zum Beispiel von Oderbrück und Königskrug kommend – auf Wanderwegen erreichbar und als Nr. 12 in das System der Stempelstellen der Harzer Wandernadel einbezogen. Bis zum Ende des 20. Jahrhunderts befand sich unmittelbar auf dem Wanderweg zum Gipfel der Achtermannshöhe die bekannte Kamelfichte. Ein Schild erinnert an den Baum.
Ihre mit lockerem Fels überdeckte Gipfelkuppe überragt die umliegenden Bäume und bietet somit eine ausgezeichnete Rundumsicht – unter anderem hinüber nach Sachsen-Anhalt zum Brocken. Umgekehrt ist ihre charakteristische Kuppe bei guten Sichtbedingungen von vielen Punkten im Harz zu sehen.